# 다케다 노부요시 (1583년)
다케다/마쓰다이라 노부요시(일본어: 武田/松平信吉, 덴쇼 11년 음력 9월 3일(1583년 10월 18일) ~ 게이초 8년 음력 9월 11일(1603년 10월 15일))는 에도 시대 초기의 무장, 다이묘이다. 도쿠가와 이에야스의 5남이며, 어머니는 다케다씨의 가신이었던 아키야마 노부토모의 딸 시모야마도노였다. 아내는 기노시타 가쓰토시의 딸이다. 아명은 후쿠마쓰마루, 다케다 만치요마루인데 노부요시의 형 마쓰다이라 다다요시의 아명도 후쿠마쓰마루였다.

## 출신
덴쇼 11년(1583년) 9월 3일, 도쿠가와 이에야스의 다섯째 아들로 하마마쓰(浜松)에서 태어난다. 아명은 후쿠마쓰마루. 어머니는 가이 다케다씨 가신 아키야마 노부토모의 딸 어도마(御都摩, 시모야마덴·묘진원). 또한 아키야마씨는 가이 다케다씨의 지류이다. 아나야마 노부요시(阿山信嘉, 다케다 노부요시의 동생)의 가신이였다는 설도 있다.

## 생애
덴쇼 10년(1582년) 3월의 오다·도쿠가와 연합군의 규슈 정벌에 즈음하여, 가이가와치 영주 아나야마 신군(매설)은 오다·도쿠가와 연합군에 같은 해 6월 혼노지를 변천하면서 노부군은 가미가타에서 횡사했고, 가이 시나노의 다케다 유령을 둘러싼 덴쇼 임오의 난(天正壬午の乱で)에서는 아나야마 중은 이에야스에게 귀속했다. 아나야마씨는 노부군과 정실·겐쇼인의 아들인 가쓰치요(다케다 신지)가 당주가 되지만, 덴쇼 15년(1587년)에 16세에 사망했기 때문에, 아나야마 다케다 가문은 단절된다.
노부요시는 오다 도쿠가와 연합군에게 다케다 가신 아키야마씨의 딸인 어도마 분(하산전)을 양녀로 이에야스에게 보냈으며, 어도마는 이에야스의 후궁이 된다. 이에야스와 오마마 사이에는 다섯째 아들 후쿠마쓰마루가 태어난다. 만호 치요는 겐쇼인이 후견인으로 다케씨의 성씨를 계승시키고 가이 가와령 외, 에지 영토·스루가 산시 하동 스즈를 지배하고 관례하고 다케다 시치로 노브 요시를 자처했다. 단, 이에야스가 슨푸성으로 옮김으로써 슨푸국이 도쿠가와씨의 본국이 되었고, 그 관계로 노부요시의 다케다씨 계승 시에 에지리령 등은 몰수되었다는 설도 있다.
덴쇼 18년(1590년) 2월부터 7월의 오다와라 정벌 이후, 같은 해에는 이에야스의 관동 이봉에 따라 시모사국 고가네성 3만 석으로 옮겼다. 노부요시는 마쓰다이라성으로 되돌아가 마쓰다이라 노부요시(松平信吉)로 개명한다. 도요토미 히데요시의 정실 고다이인의 조카인 기노시타 가쓰토시(木下勝俊)는 딸을 얻었기 때문에 이에야스에게 히데요시를 배려하여 신길에게 영지를 늘렸다.
이듬해인 덴쇼 19년(1591년) 어머니가 사망하자 겐세이인이 노부요시의 양어머니가 됐다. 임진왜란(1593년)에 시모사쿠라성 10만 석이 주어진다. 게이초 5년(1600년)의 세키가하라 전투에서는, 에도성 니시노마루(西野丸)에 있어 유수거역을 맡았다.
게이초 7년(1602년), 전의 전투에서 서군에 속한 혐의를 받은 사타케씨로 바뀌어, 그 영지인 히타치 미토 25만 석에 봉해지고, 구 아나야마 가신을 중심으로 하는 다케다 유신을 붙여 다케다씨를 재흥했다.
게이초 8년(1603년) 9월 11일, 생래 병약했던 것 같고, 불과 21세에 사망했다. 사인은 습창. 자녀도 없었기 때문에 이 일로 다케다씨는 다시 단절됐다. 또한 노부요시에게 친분이 있다는 설이 있지만, 또 다른 마쓰다이라(후지이) 노부요시와의 혼동 가능성이 높다.
미토번은 이복동생인 요리노부(요리노부)가 들어가고, 요리조가 슨푸로 이봉된 후에는 같은 이복동생 요리후사가 들어와 미토 도쿠가와 가문의 조상이 된다. 노부요시의 가신의 상당수는 미토 가문을 섬기게 된다.
묘소는 이바라키현 나카시와 히타치오타시에 있다. 죠후쿠사. 훗날 조카 도쿠가와 미쓰쿠니에 의해 즈이류산에 묻혔다.

## 같이 보기
- 미토번
- 즈이류산

| 전임 아나야마 가쓰치요(다케다 노부하루) | 제23대 가이 다케다가 당주 1587년 ~ 1603년 | 후임 단절 (마쓰다이라씨로 개성) |

|  | 사쿠라번 번주 (다케다 도쿠가와가) 1593년 ~ 1602년 | 후임 마쓰다이라 다다테루 |

|  | 미토번 번주 (다케다 마쓰다이가) 1602년 ~ 1603년 | 후임 도쿠가와 나가토미마루(요리노부) |